# پل ایستر
پل ایستر (به انگلیسی: Paul Easter) (زادهٔ ۱۴ مهٔ ۱۹۶۳) شناگر اهل اسکاتلند است.